# Ifisdaias
Ifisdaias foi um líder berbere do século VI, aliado das tropas bizantinas na África. Sabe-se que foi pai de Bitiptém. Entre 546/547-548, foi governante duma tribo berbere e devido sua lealdade ao poder imperial, recebeu o título de prefeito da gente. No inverno de 546/7, esteve na campanha do governador João Troglita e lutou na batalha que causou a derrota do líder bérbere revoltoso Antalas. No fim de 547 / começo de 548, desentendeu-se com outro aliado bérbere dos bizantinos, Cusina, mas reconciliou-se com ele por intermédio de João. Troglita juntou seus exércitos para a campanha da primavera de 548, durante a qual Ifisdaias ajudou a suprimir um motim militar e participou na decisiva Batalha dos Campos de Catão.